# Fundação Getulio Vargas
 (juin 2022).
Si vous disposez d'ouvrages ou d'articles de référence ou si vous connaissez des sites web de qualité traitant du thème abordé ici, merci de compléter l'article en donnant les références utiles à sa vérifiabilité et en les liant à la section « Notes et références ».
La Fundação Getulio Vargas (abrégé en « FGV » ou simplement « GV ») est une institution privée brésilienne. Elle a été fondée en 1944 avec pour but de former du personnel pour l'administration publique et privée au Brésil. Son siège est à Rio de Janeiro, mais elle possède également es antennes à São Paulo et à Brasilia.
L'institution offre des programmes de premier, deuxième et troisième cycles en administration publique, administration des affaires, économie, droit, sciences sociales, mathématiques appliquées, science des données et relations internationales.
En 2016, la fondation a été nommée parmi les dix meilleurs think tanks au monde, occupant la neuvième position du 2016 Global Go to Think Tank Index Report publié par l'Université de Pennsylvanie aux États-Unis, atteignant par ailleurs pour la huitième année consécutive la première position en Amérique latine. Dans l'édition 2020 du même classement, elle occupe la troisième position,.

## Écoles

### Rio de Janeiro
- EBAPE - École brésilienne d'administration publique et des affaires
- EPGE - École brésilienne d'économie et finance
- CPDOC - École de sciences sociales
- Direito Rio - École de droit de Rio de Janeiro
- EMAp - École de mathématiques appliquées

### Sao Paulo
- EAESP - École d'administration des affaires de Sao Paulo
- Direito SP - École de droit de Sao Paulo
- EESP - École d'économie de Sao Paulo
- RI - École de relations internationales

### Brasilia
- EPPG - École de politiques publiques et gouvernement